# برايان أودونيل
برايان أودونيل (بالإنجليزية: Brian O'Donnell)‏ هو لاعب كرة قدم بريطاني، ولد في 8 أغسطس 1957 في Port Glasgow ‏ في المملكة المتحدة. لعب مع نادي بريستول روفيرز ونادي بلاكتاون سيتي ونادي بورنموث ونادي بول تاون ونادي توركي يونايتد.